# Alvarado Medical Center (Tranvía de San Diego)
Alvarado es una estación del Trolley de San Diego localizada en Del Cerro, barrio de San Diego, California funciona con la línea Verde. La estación de la que procede a esta estación es SDSU Transit Center y la estación siguiente es la Calle 70.

## Zona
La estación se encuentra localizada entre Alvarado Road y la Interestatal 8 cerca del Hospital Alvarado Medical Center.

## Conexiones
La estación no cuenta con conexiones directas de rutas.